# Bonitazaura
Bonitazaura (Bonitasaura salgadoi Apesteguía, 2003) to górnokredowy zauropod z grupy tytanozaurów. 
Skamieniałości (znany jest jedynie fragmentaryczny szkielet podrostka) znaleziono w osadach santońskiej formacji Bajo de la Carpa należącej do grupy Neuquén, na terenie prowincji Río Negro (Argentyna, północno-wschodnia Patagonia). Zachowały się: żuchwa z zębami, kręgi i kości kończyn. 
Nazwa rodzajowa dinozaura odnosi się do nazwy kamieniołomu – La Bonita, a epitet gatunkowy honoruje zasłużonego argentyńskiego paleontologa – Leonarda Salgado. 
Bonitazaura oznacza: jaszczur z kamieniołomu La Bonita.
- długość: 9m
- wysokość: 2 - 4m
- waga: 4 - 16t

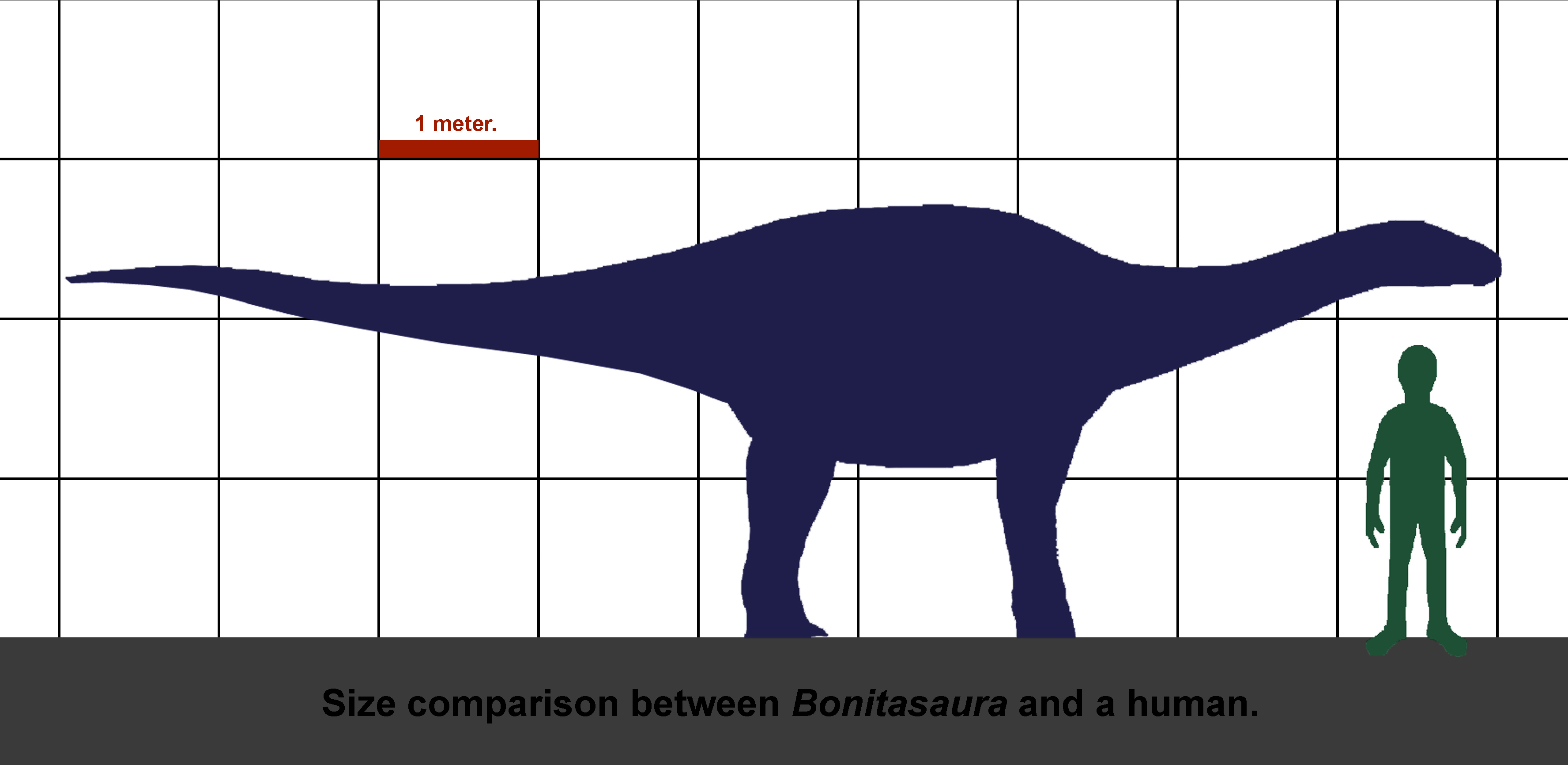
Porównanie wielkości człowieka i bonitasaura

Wykazywała cechy konwergentne z diplodokami. Ten duży roślinożerca miał szeroki pysk, który kształtem przypominał szuflę koparki. Muskularna szyja była wielce użyteczna przy zrywaniu liści i małych gałęzi drzew. Gęstymi niczym ząbki w grabiach zębami zagarniał materiał roślinny, zaś w tyle znajdował się rodzaj dzioba, służący do odcinania gałązek.